# Фишхук (Аљаска)
Фишхук (енгл. Fishhook) насељено је место без административног статуса у америчкој савезној држави Аљаска.

## Демографија
По попису из 2010. године број становника је 4.679, што је 2.649 (130,5%) становника више него 2000. године.
| Група             | 2000.         | 2010.         |
| Белци             | 1.840 (90,6%) | 4.022 (86,0%) |
| Афроамериканци    | 9 (0,4%)      | 28 (0,6%)     |
| Азијати           | 16 (0,8%)     | 57 (1,2%)     |
| Хиспаноамериканци | 34 (1,7%)     | 130 (2,8%)    |
| Укупно            | 2.030         | 4.679         |